# Sant Miquel de Gallifa
Sant Miquel de Gallifa és una església romànica al veïnat de Gallifa al municipi de Sant Boi de Lluçanès (Osona) inclòs a l'Inventari del Patrimoni Arquitectònic de Catalunya.

## Descripció
Es tracta d'un edifici orientat a llevant d'una nau amb absis semicircular i coberta amb volta de canó i teula àrab a l'exterior. Les parets exteriors són llises excepte la de l'absis, que té un fris d'arcuacions llombardes. Té dues finestres a l'absis i una porta rectangular a la façana de ponent sobre la qual hi ha un campanar d'espadanya amb dos arcs.
Es distingeixen clarament tres fases constructives. La primera és de la segona meitat del segle xi, a la nau i l'absis. La segona és la del campanar d'espadanya i la tercera és la reconstrucció de la porta.

## Història
L'edifici va ser documentat com a capella rural depenent de la parròquia de Sant Boi de Lluçanès, apareix amb el nom de Vila-Seca l'any 1150. La dependència de Gallifa, mas del qual agafa el nom, es comprova en la donació de Pere de Gallifa a la seva filla Dolça, l'any 1244. Possiblement el 1686, quan el bisbe Pasqual visita la parròquia de Sant Boi, aquesta capella no tenia culte i el mateix bisbe mana enguixar-la i reparar la teulada. Devastada el 1936, fou oberta de nou al culte fa pocs anys, des que els propietaris del mas Gallifa han restaurat la capella, la masia i els voltants.